# Сосна аризонская
Сосна́ аризонская (лат. Pinus arizonica) — вид хвойных деревьев рода Сосна.

## Распространение
Произрастает в северной Мексике, на юго-востоке Аризоны, юго-западе Нью-Мексико и западном Техасе.

## Ботаническое описание
Дерево высотой 25—35 м, с диаметром ствола до 1,2 м.
Хвоя в пучках из 3, 4 или 5 игл, пучки по 5 игл наиболее распространены. Шишки по одной, в паре или в мутовках по три, 5—11 см длиной.
Семена тёмно-коричневые, длиной около 6 мм, с крылышком 20-25 мм.

## Таксономия
Ранее рассматривалась как вариант вида сосна жёлтая, с которой часто гибридизируется. В настоящее время считается отдельным видом.
Имеет как минимум три подвида (разновидности):
- Pinus arizonica var. arizonica Engelm., 1879 — типовой вариант.
- Pinus arizonica var. stormiae Martínez 1945.
- Pinus arizonica var. cooperi (Blanco) Farjon 1990.

## Использование
Древесина используется в качестве строительного материала и топлива. Интенсивные вырубки значительно сократили размеры сосновых лесов данного вида, особенно в Мексике.